# Anumeta popovi
Anumeta popovi är en fjärilsart som beskrevs av Edward P. Wiltshire 1982. Anumeta popovi ingår i släktet Anumeta och familjen nattflyn. Inga underarter finns listade i Catalogue of Life.